# Quién sabe
Quién sabe è un singolo della cantante dominicana Natti Natasha, pubblicato il 22 giugno 2018 su etichetta discografica Pina Records. Il brano è stato scritto dalla stessa cantante in collaborazione con Yoel Damas, Rafael Nieves Pina, Gabriel Cruz Padilla e Lenny Santos. Il brano è il primo singolo estratto dall'album di debutto della cantante, Iluminatti.

## Tracce
Download digitale
1. Quién sabe – 4:31

## Classifiche

### Classifiche settimanali
| Classifica (2018) | Posizione massima |
| ----------------- | ----------------- |
| Argentina         | 63                |

### Classifiche annuali
| Classifica (2018)     | Posizione |
| --------------------- | --------- |
| Repubblica Dominicana | 37        |